# Elise Jansen
Elise Jansen (n. 22 de octubre de 1987, Sídney, Australia) es una actriz australiana, conocida por haber interpretado a Erin Salisbury en Neighbours.

## Biografía
Se entrenó en el Western Australian Academy of Performing Arts ("WAAPA").

## Carrera
El 18 de noviembre de 2011 apareció como personaje recurrente en varios episodios de la serie Neighbours donde interpretó a la doctora Erin Salisbury, una interna de cirugía hasta el 2 de marzo de 2012 después de que su personaje decidiera mudarse a Tailandia con Luke Malliki. Anteriormente había aparecido por primera vez en la serie en el 2010 donde interpretó a la estudiante Alicia Berry, una amiga de Zeke Kinski durante el episodio # 1.5900.
En el 2013 se unió al elenco de la serie Underbelly: Squizzy donde interpretó a Lorna Kelly, una joven que termina en una relación con el gánsgter Leslie "Squizzy" Taylor (Jared Daperis).

## Filmografía

### Series de televisión
| Año         | Título                  | Personaje      | Notas                                   |
| ----------- | ----------------------- | -------------- | --------------------------------------- |
| 2015        | Footballer Wants a Wife | Kayla          | 5 episodios                             |
| 2014 - 2015 | Wonderland              | Ava McGuire    | 8 episodios                             |
| 2013        | Underbelly: Squizzy     | Lorna Kelly    | 4 episodios                             |
| 2011 - 2012 | Neighbours              | Erin Salisbury | 12 episodios                            |
| 2011        | Winners & Losers        | Bree Callahan  | episodio "Covert Aggression in Netball" |
| 2010        | City Homicide           | Tara Fleetwood | episodio "The Price of Love"            |

### Películas
| Año  | Título           | Personaje | Notas                                                                                                  |
| ---- | ---------------- | --------- | --- |
| 2014 | Predestination   | Enfermera | junto a Ethan Hawke, Noah Taylor, Sarah Snook, Madeleine West y Freya Stafford                         |
| 2014 | The King Is Dead | Claire    | corto - junto a Mark Diaco y John Jarratt                                                              |
| 2012 | Crawlspace       | Esposa    | junto a Justin Batchelor, Nicholas Bell, Fletcher Humphrys, Amber Clayton, Ditch Davey y Peta Sergeant |
| 2008 | Misconception    | Celina    | corto - junto a James Mackay y Jonathon Mahon                                                          |

## Premios y nominaciones
| Año  | Categoría    | Premio                          | Nomiando | Resultado |
| ---- | ------------ | ------------------------------- | -------- | --------- |
| 2009 | Best Actress | Western Australian Screen Award | -        | Ganadora  |